# Balogh István (drámaíró)
Balogh István, kézdiszentléleki (Kézdivásárhely, 1876. július 19. – Budapest, 1958. december 19.) magyar drámaíró.

## Életútja
Csíkszentsimon és Csatószeg körjegyzője, majd kényszernyugdíjjal Tusnádfürdőn élt. Székely tárgyú elbeszéléseit közölte az aradi Vasárnap. Adóniás c. bibliai tárgyú ötfelvonásos drámája (Csíkszereda, 1928) Görög Joachim bevezetőjével jelent meg. Hőse a nemzet jövőjéért minden áldozatra kész hadvezér, aki azonban mások vallása és nyelve ellen vét s ezért megbűnhődik. A századelő szépelgő nyelvezetén írt mű alapgondolatával a maga korának "kisebbségi humánum"-át fogalmazta meg.